# Herbert Hoover
Herbert Clark Hoover (10 tháng 8 năm 1874 - 20 tháng 10 năm 1964), là một kỹ sư, doanh nhân, chính trị gia, và làTổng thống thứ 31 của Hoa Kỳ tại nhiệm từ năm 1929 đến năm 1933. Ông là thành viên của Đảng Cộng hòa và là người giữ chức vụ Tổng thống khi cuộc Đại Khủng hoảng ập đến. Trước khi làm việc tại Nhà Trắng, Hoover từng là người đứng đầu Ủy ban Cứu trợ Bỉ, giám đốc của Cục Quản lý Thực phẩm Hoa Kỳ (cơ quan quản lý dự trữ lương thực cho quân đội thời Chiến tranh Thế giới thứ nhất), và là Bộ trưởng thứ ba của Bộ Thương mại Hoa Kỳ.
Hoover sinh ra trong một gia đình theo Giáo Hữu Hội ở West Branch, Iowa. Ông làm việc ở một công ty khai thác có trụ sở tại London sau khi tốt nghiệp Đại học Stanford vào năm 1895. Sau khi Chiến tranh Thế giới thứ nhất bùng nổ, ông trở thành người đứng đầu Ủy ban Cứu trợ Bỉ, một tổ chức cứu trợ quốc tế cung cấp thực phẩm cho Bỉ khi quốc gia này bị quân Đức chiếm đóng. Khi Hoa Kỳ tham chiến, Tổng thống Woodrow Wilson đã bổ nhiệm Hoover trở thành giám đốc Cục Quản lý Thực phẩm, và điều này đã khiến Hoover được biết đến như là một "ông hoàng thực phẩm" (nguyên văn: "food czar") của đất nước. Sau chiến tranh, Hoover lãnh đạo Cơ quan Cứu trợ Hoa Kỳ - tổ chức chịu trách nhiệm cung cấp thực phẩm cho cư dân ở vùng Trung Âu và Đông Âu. Các phụng sự cho đất nước trong thời chiến của Hoover giúp ông có được mến mộ bởi nhiều người theo chủ nghĩa tiến bộ, nhưng đổi lại, chính điều này đã khiến ông thất bại trong việc trở thành ứng viên đại diện Đảng Cộng hòa trong cuộc bầu cử Tổng thống năm 1920.
Sau cuộc bầu cử năm 1920, tân Tổng thống của Đảng Cộng hòa là Warren G. Harding đã bổ nhiệm Hoover làm Bộ trưởng Thương mại. Hoover vẫn tiếp tục đảm nhận vị trí này khi Calvin Coolidge lên kế nhiệm chức vụ Tổng thống sau khi Harding qua đời vào năm 1923. Hoover là một thành viên Nội các hoạt động khá năng nổ và điều này cũng khiến ông được gọi là "Bộ trưởng Bộ Thương mại và Thứ trưởng của tất cả các Bộ khác" (nguyên văn: "Secretary of Commerce and Under-Secretary of all other departments"). Ngoài ra, ông là người có ảnh hưởng trong việc phát triển truyền thanh radio và du lịch hàng không. Hoover cũng là người tiên phong dẫn dắt đội phản ứng nhanh của liên bang cứu trợ người dân bị ảnh hưởng trong trận đại hồng thủy sông Mississippi năm 1927. Năm 1928, Hoover giành được đề cử của Đảng Cộng hòa trong cuộc bầu cử Tổng thống và đã đánh bại ứng cử viên Đảng Dân chủ là Al Smith. Không lâu sau khi Hoover nhậm chức, thị trường chứng khoán sụp đổ, và cuộc Đại khủng hoảng kinh tế trở thành vấn đề lớn mà vị tân Tổng thống cần phải giải quyết nhanh chóng. Ông đã cho ban hành một loạt các chính sách nhằm khôi phục lại nền kinh tế, nhưng lại phản đối việc các cơ quan của chính phủ liên bang trực tiếp can thiệp vào việc giải quyết các vấn đề kinh tế đang diễn ra.
Do không giải quyết được cuộc khủng hoảng kinh tế, Hoover đã bị đánh bại bởi ứng cử viên Dân chủ Franklin D. Roosevelt trong cuộc bầu cử Tổng thống năm 1932. Khi so với các vị Tổng thống tiền nhiệm, Hoover có thời gian nghỉ hưu (từ khi rời Nhà Trắng đến khi qua đời) khá lâu, và trong khoảng thời gian dài này, ông đã trở thành tác giả của nhiều cuốn sách. Sau khi rời vị trí Tổng thống, Hoover ngày càng trở nên bảo thủ và chỉ trích mạnh mẽ các chính sách đối ngoại cũng như chương trình nghị sự trong nước mang tên New Deal của Roosevelt. Trong những năm 1940 và 1950, danh tiếng của Hoover dần được khôi phục sau khi đảm nhận trong nhiều vị trí khác nhau trong chính quyền các Tổng thống Harry S. Truman và Dwight D. Eisenhower, bao gồm cả chức chủ tịch của Ủy ban Hoover (cơ quan tham mưu cho Tổng thống các thay đổi về mặt hành chính trong chính phủ liên bang). Tuy nhiên, các nhà sử học và khoa học chính trị vẫn xếp thành tích của Hoover ở "dưới mức trung bình" trên bảng xếp hạng các vị Tổng thống Hoa Kỳ trong lịch sử.

## Sự nghiệp chính trị

### Bộ trưởng Bộ Thương mại
Khi giữ chức Bộ trưởng Thương mại Hoa Kỳ dưới thời hai tổng thống Warren Harding và Calvin Coolidge, ông đã xúc tiến sự hiện đại hóa nền kinh tế.

#### Bầu cử Tổng thống năm 1928
Trong cuộc bầu cử tổng thống năm 1928, Hoover dễ dàng giành được sự đề cử của Đảng Cộng hòa. Nước Mỹ đang thịnh vượng và lạc quan, dẫn đến sự thắng lợi của Hoover trước thành viên Đảng Dân chủ Al Smith, một tín đồ Công giáo mà tín ngưỡng không giành được niềm tin của nhiều người. Hoover rất tin tưởng vào phong trào năng suất (một phần quan trọng của phong trào tiến bộ), thuyết phục rằng đó là những phương pháp giải quyết hiệu quả với các vấn đề xã hội và kinh tế.

### Nhiệm kỳ Tổng thống
Vị trí của ông bị thách thức bởi một sự suy thoái nghiêm trọng bắt đầu năm 1929, năm đầu tiên trong nhiệm kì tổng thống của Hoover. Ông đã cố gắng đấu tranh chống suy thoái bằng những nỗ lực tình nguyện và hành động của chính phủ, tuy nhiên không biện pháp nào tạo nên sự phục hồi kinh tế trong suốt nhiệm kì của ông. Các nhà lịch sử học nhất trí rằng thất bại của Hoover trong cuộc bầu cử năm 1932 phần lớn là do sự thất bại trong việc chấm dứt sự suy thoái trầm trọng đang có chiều hướng gia tăng, thêm vào đó là việc nhiều người phản đối chính sách cấm nấu và bán rượu. Cộng với sự thiếu tin tưởng của cử tri, cũng như kĩ năng nghèo nàn của Hoover khi làm việc với các nhà chính trị.